# Cova de Capot
La Cova de Capot és una cavitat del terme municipal de Castell de Mur, al Pallars Jussà, dins de l'àmbit de la vila de Guàrdia de Noguera.
És a 523,1 metres d'altitud, al nord-oest de la vila de Guàrdia de Noguera, al costat nord-est del cementiri municipal, i al sud-oest de la Granja del Moliner.